# Patrick Drahi

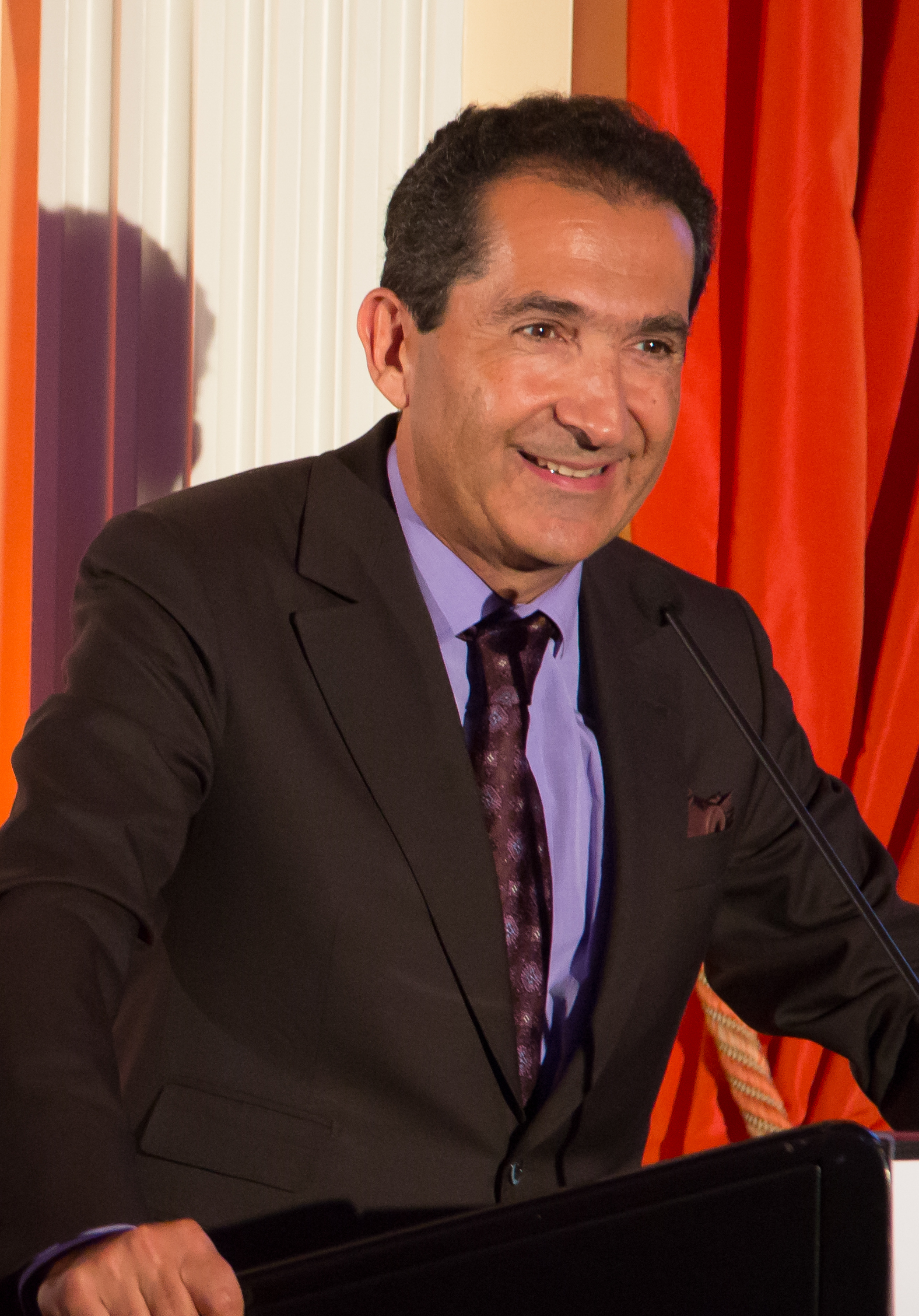
Patrick Drahi (2015)

Patrick Drahi (* 20. August 1963 in Casablanca, Marokko) ist ein israelisch-französischer Unternehmer, der seit 1999 in der Schweiz lebt.

## Leben
Patrick Drahi wurde in Casablanca als Sohn marokkanischer Juden geboren. Beide Eltern waren Lehrer und zogen, als er fünfzehn Jahre alt war, mit ihm nach Montpellier. Er studierte Ingenieurwissenschaften an der Ecole polytechnique in Palaiseau in der Nähe von Paris.
Drahi ist Vorsitzender des Verwaltungsrats der niederländischen Unternehmensgruppe Altice Europe, einem Kabel- und Telekommunikationsunternehmen. Er ist persönlicher Inhaber der auf Guernsey angesiedelten Holding Next Limited Partnership, die Mehrheitsaktionär von Altice ist. Altice ist der Hauptaktionär des französischen Telekommunikationsunternehmens SFR sowie von Virgin Mobile, der israelischen Hot, Portugal Telecom und Orange Dominicana. In den USA ist Drahi über die 2018 abgespaltene Altice USA an den Kabelnetzbetreibern Suddenlink und Cablevision beteiligt. Er hält einen Anteil von rund 35 % an Altice USA. Im Februar 2025 überließ Drahi seinen Gläubigern 45 % von SFR gegen einen Schuldenerlass von 8,6 Mrd. €, die Schulden reduzierten sich von 24 Mrd. € auf 15,5 Mrd. €. Damit behielt Drahi die Kontrolle über SFR. Im Mai 2025 wurde bekannt, dass Drahi einen Käufer für seine Beteiligung an SFR (Altice France) sucht.
Am 17. Juni 2019 kündigte das Auktionshaus Sotheby’s die Übernahme durch BidFair USA, ein Unternehmen in Besitz von Patrick Drahi, an. Nach dem zum Jahresende 2019 angestrebten Abschluss der Transaktion soll Sotheby’s von der Börse genommen werden.
Drahi gehören die Nachrichtensender BFM TV, i23news, die Zeitung Libération und die Zeitschrift L’Express. 2024 wurde BFM TV an CMS CGM verkauft, L’Express an Allain Weill.
Seit 2022 streitet sich Drahi mit den Genfer Steuerbehörden über Steuernachzahlungen. Offiziell wohnte er von 2009 bis 2016 in Zermatt im Kanton Wallis, mit dem er eine Abmachung getroffen hatte, die zur Verminderung seiner Einkommens- und Vermögensteuern führte. Die Genfer Behörden werfen ihm vor, in Wirklichkeit am Wohnsitz seiner Frau in Cologny zu wohnen und fordern daher Steuernachzahlungen in Höhe von ungefähr 7,4 Mrd. Schweizer Franken. Nachdem ein erster Einspruch Drahis erfolgreich war, wurde dieser vom Genfer Appellationsgericht wieder aufgehoben. Eine Klage beim Bundesgericht gegen dieses Urteil war erfolglos. Ende 2024 hat Drahi seinen offiziellen Wohnsitz aus der Schweiz nach Tel Aviv (Israel) verlegt.